# Younghusband Peninsula
Younghusband Peninsula är en halvö i Australien. Den ligger i delstaten South Australia, omkring 140 kilometer sydost om delstatshuvudstaden Adelaide.
Trakten runt Younghusband Peninsula är nära nog obefolkad, med mindre än två invånare per kvadratkilometer. Genomsnittlig årsnederbörd är 646 millimeter. Den regnigaste månaden är juli, med i genomsnitt 117 mm nederbörd, och den torraste är januari, med 16 mm nederbörd.